# 义阳公主 (北周)
义阳公主（?—?），宇文氏，为南北朝北周武帝宇文邕的女儿。
传世文献没有记载义阳公主的封号。据其孙于谦墓志，义阳公主嫁给了八柱国之一于谨之孙、于寔的儿子于象贤，于象贤在北周为驸马都尉、仪同大将军，隋朝左领军武贲郎将、上仪同，封禽昌县公。开皇元年义阳公主改授为夫人，封名依旧。其子于德威，隋朝益州郫县长。于德威子于谦，唐朝左卫郎将、检校左武卫将军、上骑都尉。